# Stephen Savage
Pour les articles homonymes, voir Savage.

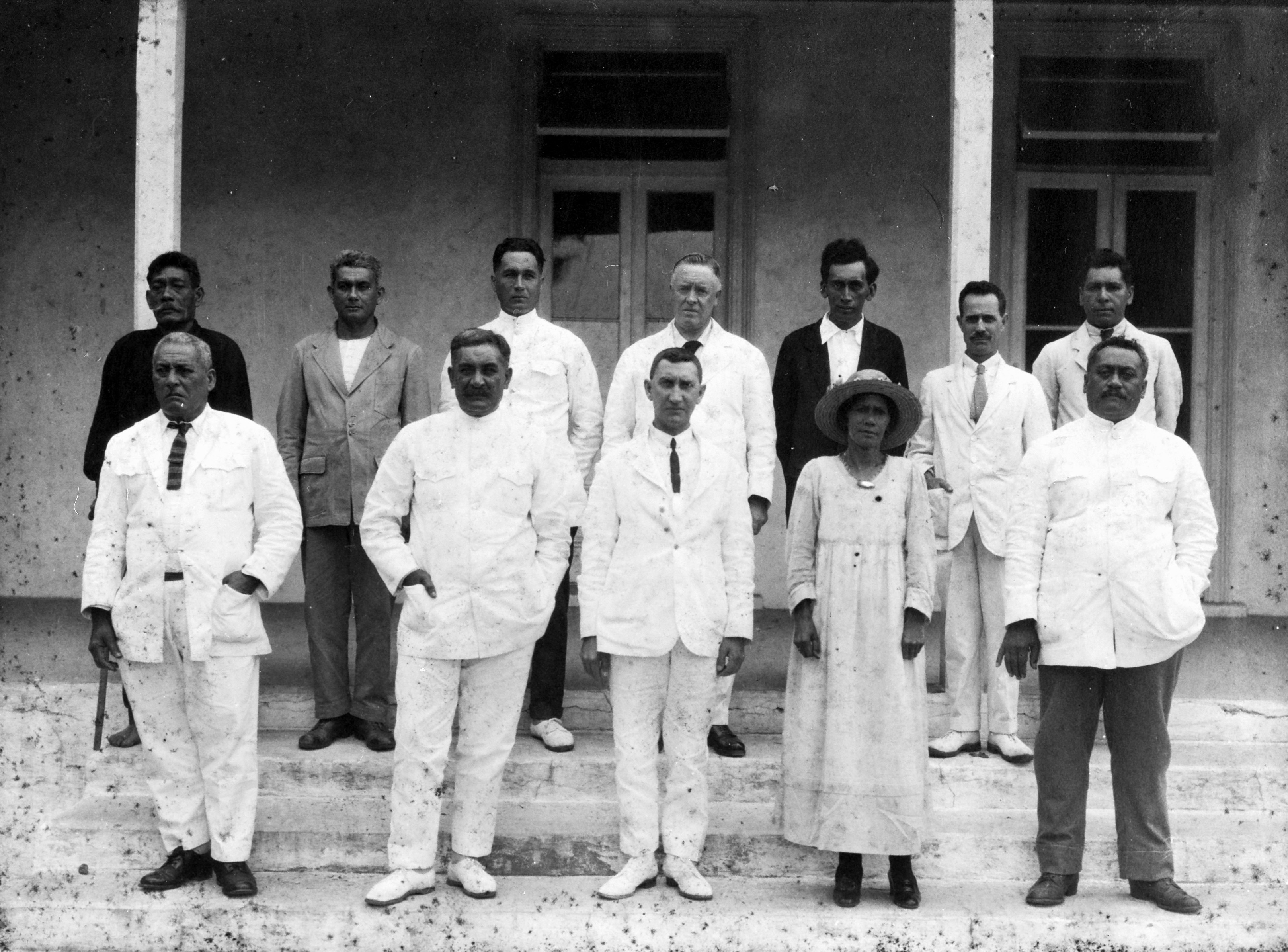
Stephen Savage (rang du fond, 2e en partant de la droite) au Conseil insulaire de Rarotonga (ca. 1923-1925)

Stephen Savage est un lexicographe né à Thames en Nouvelle-Zélande le 7 juillet 1875 et mort le 24 juin 1941. 

## Biographie
Cinquième d'une famille de treize enfants, Tivini, du nom qui lui a été donné à Rarotonga est le fils d'un métis maori, Taina (Valentine Savage) et d'Annie Moulden. Il est par son père le petit-fils de Benjamin Savage, déserteur d'un baleinier américain et Merena Hineato de la tribu des Whanau Apanui dans la Baie of Plenty (Nouvelle-Zélande). Il vint pour la première fois à Rarotonga le 14 juin 1894 et y demeura jusqu'à sa mort le 24 juillet 1941. En 1899, il épousa Ada Henrietta Pari-a-Katea, la fille d'Emile Piltz et Raoariki o Arera. 
Ce sont sans doute ses racines polynésiennes et sa connaissance du māori de Nouvelle-Zélande qui l'incitèrent peu après son arrivée à commencer à étudier la langue et les traditions locales. C'est ainsi qu'il fut nommé en 1903 traducteur officiel du Tribunal Foncier. Cela donna à Savage l'opportunité d'écouter et d'apprendre un grand nombre de récits en langue. Peu à peu, il obtint de nombreuses responsabilités au sein de l'administration néo-zélandaise des îles Cook. Il fut celui qui traduisit, entre autres, le Cook Islands Act de 1915. Un grand nombre de récits et de traditions furent publiés dans le Journal of The Polynesian Society. 
Il est également l'auteur d'un dictionnaire maori des îles Cook-anglais, publié à titre posthume en 1962 d'après son manuscrit.

## Publication
- (en) A dictionary of the maori language of Rarotonga. Auckland, 1962